# Akademik
Akademik (zkratka akad.) je označení či titul obvykle související s členstvím v akademii věd (AV), přičemž konkrétní význam se v průběhu času měnil a stejně tak se liší i v rámci jednotlivých zemí světa. V mnoha zemích (včetně Československa) byl udělován jako titul značící nejvyšší akademickou hodnost – řádného člena akademie věd. V rámci některých zemí bývalého Východního bloku se podle vzoru Akademie věd SSSR užívá dodnes. Oproti tomu současná Akademie věd České republiky (AV ČR) systém řádného a mimořádného členství nevyužívá, titul již neuděluje a nepoužívá ani prostého označení akademik u stávajících zaměstnanců. V rámci některých zemí bývalého Západního bloku je též užíváno ekvivalentní označení „akademik“ (nikoli titul) pro pracovníky univerzit nebo jiných vysokých škol.

## Člen korespondent
Souvisejícím titulem, který rovněž existuje v některých zemích, je člen korespondent (francouzsky membre correspondant, rusky член-корреспондент, člen-korresponděnt), tím je významná a uznávaná osoba vědeckých objevů a vědomostí.

## Historie
Historicky význam titulu akademik (academician) navazuje na tradice dvou nejúspěšnějších raných vědeckých společností, buďto Royal Society (Spojené království), kde šlo o čestné uznání nezávislým orgánem vzájemných recenzentů, hodnotitelů, a bylo míněno jako odlišení osoby, které dávalo relativně malou formální moc navíc, nebo na model Académie des sciences (Francie), kde šlo o mnohem užší integraci s vládou, poskytovalo více státních financí jakožto organizaci a kde titul akademika znamenal mnohem víc práv, pokud šlo o rozhodování. Zatímco oba přístupy jsou do určité míry politické, obvykle jsou vědecké akademie tvořeny po Britském modelu, povaha zapojení politiků při stání se akademikem je více zakořeněna ve vědecké argumentaci, pokud je organizace tvořena dle Francouzského modelu, zapojuje typicky mnohem více partikulárních zájmů a čistě politických důvodů, které nemají s vědou nic společného.

## Československo
Historicky byl krom uvedeného jako akademik označován student obchodní akademie, případně i vojenské akademie, jakož i absolvent těchto institucí. Uvedené označení se rovněž užívalo pro posluchače vysoké školy, tedy pro vysokoškolského studenta. Z 19. století je rovněž doloženo užívání pro člena univerzity. Historické prameny dokládají též požívání označení akademik pro studenty či žáky malířské akademie, přičemž je také užívání uváděno pro umělce – představitele akademismu. V některých pramenech je též možné nalézt tohoto užívání i pro akademické malíře, což byl v minulosti udělovaný akademický titul.

### Řádný člen
Akademik jakožto synonymum pro řádného člena akademie věd (bez významu vědeckého nebo čestného titulu) se jako termín využíval v zemích bývalého Rakousko-Uherska a Německého císařství (německy Akademiker); v rámci Českých zemí souvisel s Českou akademií věd a umění císaře Františka Josefa I. (1888–1918) a Českou akademií věd a umění (od roku 1918).

### Akademická hodnost
V Československu se titul akademik (často zkracováno jako akad.) uděloval jako nejvyšší akademická hodnost, která mohla být udělována v letech 1953–1992 po dobu existence Československé akademie věd, ČSAV (resp. Slovenské akademie věd, SAV). Udělení titulu spočívalo ve jmenování řádným členem akademie věd a znamenalo nejvyšší možnou poctu pro československé vědce. Akademici byli jmenováni vládou ČSSR (SSR) zpravidla na základě volby valným shromážděním členů akademie, příp. na návrh jejího prezidia (první akademici byli jmenováni prezidentem na návrh vlády). Titul byl obvykle udělován vynikajícím vědcům za celoživotní práci ve svém oboru.
Na rozdíl od ostatních akademických titulů se tento titul uváděl před jménem nositele a nahradil všechny ostatní tituly před i za jménem, kombinace nebyla přípustná. Jako pocta pro akademika existoval zvláštní příplatek ke standardnímu platu, v určité době i služební auto a nárok na státní pohřeb. Nižší členství ČSAV byl tzv. člen korespondent. Shromáždění akademiků a korespondentů čítalo zhruba 200–300 osob. Roku 1988 vzrostl počet akademiků ze 72 na 112 a počet korespondentů ze 161 na 201.
Jako nejvyšší vědecká hodnost (podobně jako třeba doktor nebo profesor) se nadále používá v následujících zemích (zejména bývalého Východního bloku): Arménie, Ázerbájdžán, Bosna a Hercegovina, Bulharsko, Čína, Estonsko, Gruzie, Chorvatsko, Litva, Lotyšsko, Maďarsko, Moldavsko, Mongolsko, Rumunsko, Rusko, Severní Makedonie, Slovinsko, Srbsko, Tádžikistán, Turecko a Ukrajina.

### Příslušník akademické obce
Československá akademie věd (ČSAV) fungovala do roku 1992, od té doby tedy již členy tato instituce mít nemůže, přičemž následně vzniká – již v České republice – Akademie věd České republiky (AV ČR), tato instituce již systém členství neužívá, od roku 1993 do současnosti se tedy v ČR již titul neuděluje. V současné době tak některé české prameny chybně označují příslušníky akademické obce.

## Finsko

### Čestný titul
V několika zemích se termín využívá jako čestný titul – typicky se jedná o Finsko. Ve Finsku (finsky akateemikko, anglicky academician, švédsky akademiker) jej uděluje prezident, a to maximálně 12 akademikům za přínos ve vědě a školství a 8 akademikům za literaturu a umění.

## Německo, Nizozemsko
Dnes se v Německu namísto termínu akademik používá prosté označení člen akademie (německy Akademiemitglied), podobně tak i v Nizozemsku (nizozemsky Academielid).

## Spojené království
Ve Spojeném království se pro označení členů učených společností používá zcela odlišného systému oproti kontinentální Evropě, užívá se tam výraz člen, tedy anglicky fellow (např. Fellow of the Royal Society, zkratka FRS), například též Fellow of the Academy of Social Sciences, což může být považováno za přibližný ekvivalent. Fellowship (Fellowship of the Academy of Social Sciences) byl znám jako Award of Academician, a to až do července roku 2014.

## Kanada
V Kanadě je srovnatelně udělováno Fellowship of the Royal Society of Canada.

## Spojené státy
Ve Spojených státech se ekvivalentně označuje osoba, která pracuje jako učitel nebo výzkumník na univerzitě případně jiné vysoké škole, přičemž je dotyčný zpravidla držitelem vyššího stupně vzdělání (např. D.Sc.).